# Ausländer raus! Schlingensiefs Container
Ausländer raus! Schlingensiefs Container war ein Kunst- und Filmprojekt im Jahr 2000, das im Rahmen der Wiener Festwochen stattfand. Das Konzept des Projektes „Bitte liebt Österreich“ stammte von Christoph Schlingensief, die Regie des Filmes übernahm Paul Poet.  Das Projekt übernahm wesentliche Elemente der international erfolgreichen Fernseh-Show „Big Brother“, um diese Form des Entertainments zu kritisieren. Das vorrangige Anliegen war jedoch, auf die nach seiner Sicht immer noch stark verbreitete Fremdenfeindlichkeit in westlichen Kulturen hinzuweisen.

## Hintergrund
Das Projekt „Bitte liebt Österreich“ wurde in Wien installiert. Kurz bevor die Aktion stattfand, war die Freiheitliche Partei Österreichs (FPÖ) unter der Leitung von Jörg Haider als zweitstärkste Partei in den Nationalrat gewählt worden. Durch eine Koalition mit der Österreichischen Volkspartei (ÖVP) wurde die FPÖ zur Regierungspartei. Die FPÖ stand vordergründig wegen ihres fremdenfeindlichen Wahlkampfs in der öffentlichen Kritik. Die Regierungsbildung zwischen ÖVP und FPÖ löste starke innen- und außenpolitische Proteste aus, so zog unter anderem Israel seinen Botschafter aus Wien ab, sämtliche EU-Staaten beschränkten den Kontakt zur österreichischen Bundesregierung auf das Nötigste.

## Das Kunstprojekt
Das Konzept der Aktion orientierte sich stark an der TV-Show Big Brother. Als Kandidaten fungierten Asylbewerber, die, ähnlich wie im Vorbild „Big Brother“, durch tägliche öffentliche Abstimmungen aus dem Container – allerdings in Schlingensiefs Installation auch aus dem Land – herausgewählt wurden. Die Abstimmungen sowie die Kamera-Übertragungen aus dem Container wurden über die dafür eingerichtete Internetseite „www.auslaenderraus.at“ durchgeführt. Bereits am ersten Tag registrierte die Seite über 70.000 Zugriffe, der Andrang führte zu mehreren Serverausfällen.
Des Weiteren wurden an dem Container fremdenfeindliche Wahlplakate der FPÖ (z. B. „Stopp dem Asylmissbrauch“), eine FPÖ-Fahne sowie auf dem Dach ein Transparent mit der Aufschrift „Ausländer raus“ installiert. Auch ein Transparent mit dem SS-Motto „Unsere Ehre heißt Treue“ wurde angebracht, was zu einer Klage durch die FPÖ führte. Schlingensief warf folgend die Frage auf, ob die FPÖ gegen sich selbst klagt, da Ernest Windholz, FP-Obmann aus Niederösterreich, diesen Ausspruch selbst verwendet hatte.
Täglich waren verschiedene Persönlichkeiten aus dem Kulturleben im Container zu Gast, die einen Tag mit den Containerbewohnern verbrachten, wie Daniel Cohn-Bendit, Elfriede Jelinek, Gregor Gysi, Josef Bierbichler oder Paulus Manker.
Außerdem wurden von Schlingensief rund um die Uhr rassistische Ansprachen des damaligen FPÖ-Vorsitzenden Jörg Haider zitiert.

## Der Film
Der Film dokumentiert einerseits die Kunstaktion und die Reaktionen der Öffentlichkeit, andererseits werden Positionen verschiedener Persönlichkeiten gezeigt. Diese reichen vom Philosophen Burghart Schmidt und Freunden Schlingensiefs bis hin zu Vertretern verschiedener politischer Parteien.

## Auszeichnungen
- WorldFest Houston International Film Festival: Winner Golden Special Jury Award 2003
- Images Festival Toronto: Best International Film made on Video
- International Film Festival Rotterdam: Official Selection 2003
- Festival Internacional de Cine de Mar del Plata: Official Competition A 2003
- Galavorstellung im Museum of Modern Art New York 2004[2]